# کمرکلی جنگلی

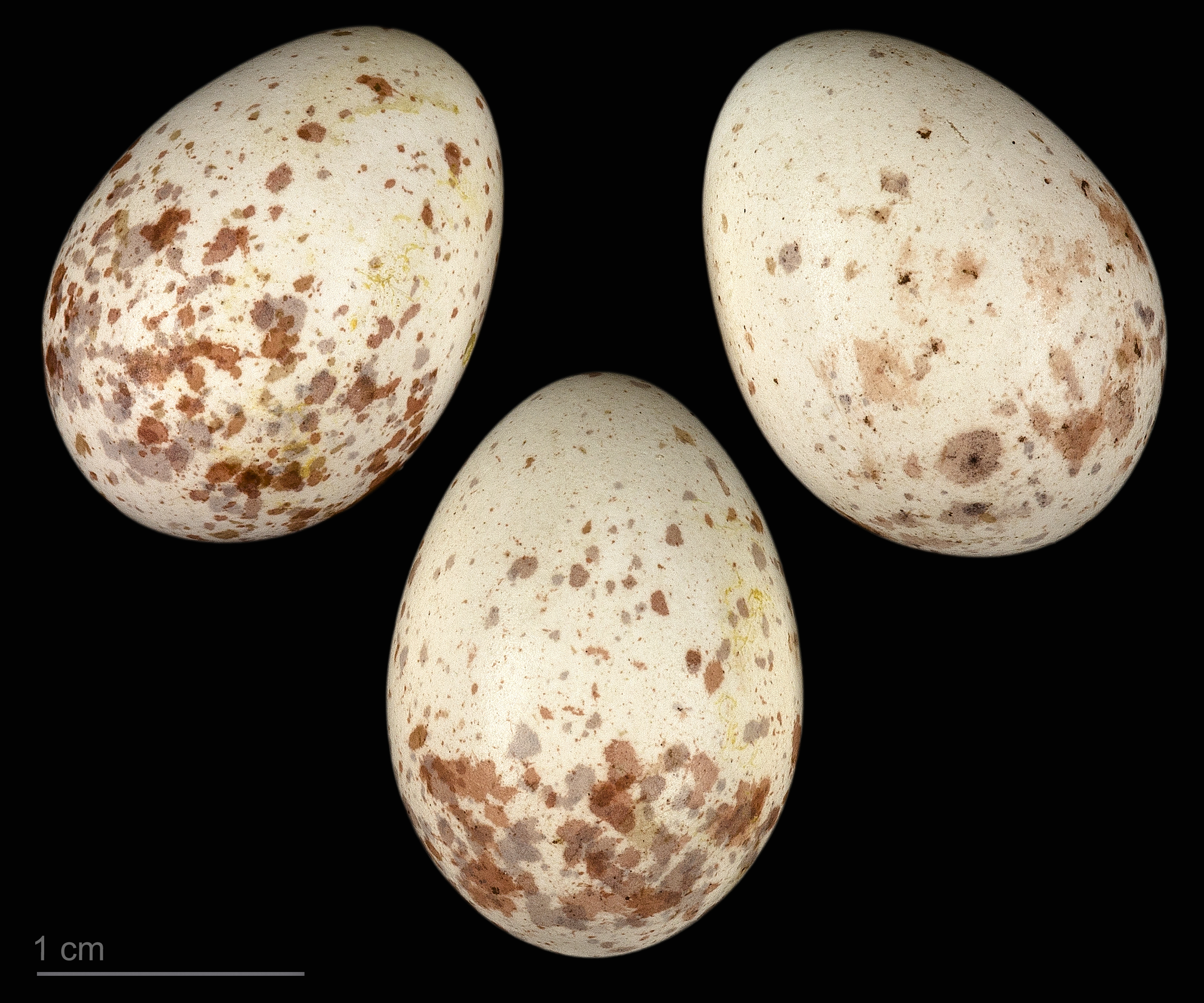
Sitta europaea

کمرکلی جنگلی (نام علمی: Sitta europaea) نام یک گونه از تیره کمرکولی است.